# Katja Losch
Katja Losch (* 6. Januar 1972 in Hannover) ist eine deutsche Journalistin und Fernsehmoderatorin.

## Leben und Wirken
Losch wuchs im Rheinland auf. Sie studierte Sprachen, Wirtschafts- und Kulturraumstudien an der Universität Passau. Während des Studiums absolvierte sie ein Auslandssemester an der Universidad de Córdoba in Spanien und für arte ein Praktikum bei einer Fernsehproduktionsfirma in Paris. Zudem arbeitete sie bei den Salzburger Festspielen und im Senegal am Goethe-Institut.
Sie absolvierte ein Volontariat bei einem lokalen Sender in Württemberg und im Jahr 2000 bei der Deutschen Fernsehnachrichten Agentur (dfa).
Ab Oktober 2000 war sie Moderatorin und Redakteurin bei der Sendung Hamburg am Morgen des Senders Hamburg 1. Anschließend arbeitete sie bei den Sendern Hamburg 1 und N3 als freie Journalistin.
Ende des Jahres 2001 wechselte sie zu N24, wo sie unter anderem das Nachrichtenformat Welt TV moderierte. Weiterhin moderierte und betreute sie verschiedene Wirtschafts- und Verbrauchermagazine bei Sat.1 und N24 redaktionell. Ab Ende 2004 wurde sie Nachrichtenmoderatorin bei N24.
Der Posten des Anchors bei den Hauptnachrichten Sat.1 News war nach der Entlassung von Thomas Kausch seit Juli 2007 unbesetzt und Losch, Gabi Becker und Claudia von Brauchitsch wechselten sich mit der Moderation ab. Ende September 2007 gab Sat.1 bekannt, dass Losch die Funktion des Anchors ab dem 15. Oktober 2007 einnehmen wird. So moderierte sie werktags die Sendung. Nach nur wenigen Monaten als Anchor der Hauptnachrichten gab Sat.1 bekannt, erneut umzustrukturieren. Neuer Anchor wurde Peter Limbourg, der zeitgleich Chefredakteur von N24 (heute WeLT) war. Losch wechselte sich anschließend mit Heiko Paluschka, später mit Stephanie Puls, bei der Moderation der Nachrichten am Wochenende ab.
Weiterhin moderierte Losch im Jahr 2008 die Wahlnacht, als Barack Obama zum US-Präsidenten gewählt wurde. Ferner betreute sie Auslandsreportagen von DW-TV.
Am 31. Dezember 2022 moderierte Losch nach über 15 Jahren ihre letzte Sat.1 Nachrichten-Sendung. Der Grund für ihren Ausstieg war, dass ProSiebenSat.1 Media ihre Nachrichten ab dem 1. Januar 2023 wieder selber produzierte. Bis dahin wurden diese von WeltN24 produziert. Da Losch nicht bei ProSiebenSat.1, sondern bei WeltN24 unter Vertrag war, endete damit ihre Tätigkeit. Ab Januar 2023 präsentiert Katja Losch bei dem deutschen Ableger von ServusTV das neue Nachrichtenformat Servus Nachrichten Deutschland, welches ebenfalls von WeltN24 produziert wird, im regelmäßigen Wechsel mit Jochen Sattler, Isabelle Bhuiyan und David Rohde.
Katja Losch ist mit dem Journalisten Holger Zschäpitz verheiratet und Mutter zweier Söhne. Sie lebt mit ihrer Familie in Berlin.

## Moderation

### Aktuell
- 2004–2010, seit 2017: Nachrichtensendungen auf Welt (ehemals N24)

### Ehemals
- 2000–2001: Hamburg am Morgen, auf  Hamburg 1
- 2001–2004: Welt TV, auf N24
- 2006–2007: Sat.1 News - Die Nacht, auf Sat.1
- 2007–2008: Sat.1 News (Anchorwoman), auf Sat.1
- 2008–2022: Sat.1 Nachrichten, auf Sat.1
- 2010–2016: Nachrichten-, Wirtschaftssendungen und Reportagen bei der Deutschen Welle
- 2023: Servus Nachrichten Deutschland auf ServusTV